# Харолд Арам Веесер
Харолд Арам Веесер (на английски: Harold Aram Veeser) e един от важните за Новия историцизъм американски литературоведи. Редактор и съставител на манифестната антология The New Historicism, която обобщава усилията на изминалото десетилетие на 80-те – времето на възникването и налагането на новата школа.

## Биография
Харолд Веесер завършва Колумбийския университет в Ню Йорк (бакалавър - 1972, доктор - 1986). Професор по англицистика в Сити колидж в Ню Йорк (от август 1997). Пише за списания като The Nation Magazine и различни академични тримесечници, сред които Minnesota Review, The Journal of Armenian Studies, Ararat, и Armenian Forum.

### Автор
- Ken Aptekar: Painting Between the Lines, 1990-2000 (Кен Аптекър: Рисуване между редовете, 1990-2000), заедно с Дана Селф и Линда Ноклин, Kemper Museum of Contemporary Art & Design, 2001, 86 p.
- Edward Said: The Charisma of Criticism (Едуард Саид: Харизмата на литературознанието), Routledge, 2010, 272 p.

### Редактор
- The New Historicism (Новият историцизъм), Routledge, 1989, 272 p.
- The New Historicism Reader (Антология на Новия историцизъм), Routledge, 1993, 288 p.
- Confessions of the Critics: North American Critics' Autobiographical Moves (Изповедите на литературоведите: автобиографичните признания на северноамериканските литературоведи), Routledge, 1995, 272 p.
- The Stanley Fish Reader (Антология с текстовете на Станли Фиш), Wiley-Blackwell, 1999, 312 p.